# شیما ارکان
شیما ارکان (انگلیسی: Şeyma Ercan؛ زادهٔ ۵ ژوئیهٔ ۱۹۹۴) بازیکن والیبال اهل ترکیه است.
از باشگاه‌هایی که در آن بازی کرده‌است می‌توان به باشگاه والیبال زنان فنرباغچه اشاره کرد.